# Легат Августа пропретор

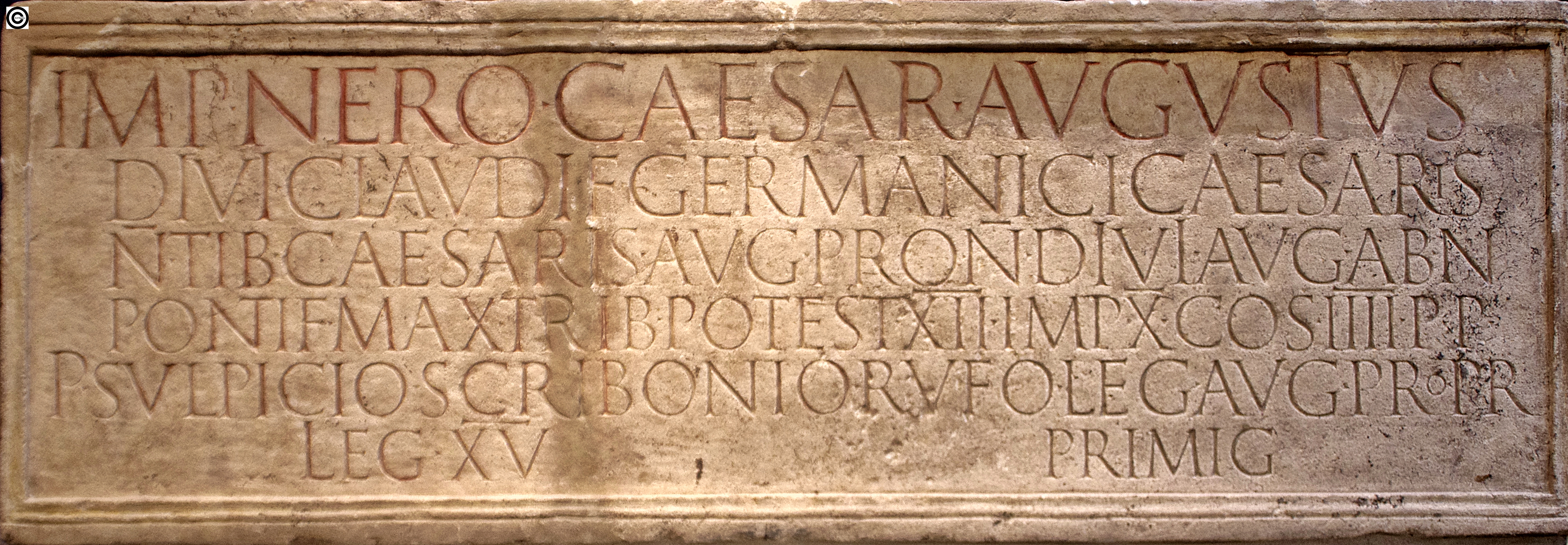
Напис, знайдений у Кельні, датований Нероном, адресований П. Сульпіцію Скрібонію Руфу, легату Августа, пропретору XV легіону Primigenia

Легат Августа пропретор (лат. legatus Augusti propraetore) — управитель  імперської провінції у Римській імперії.

Цю важливу функцію доручав імператор (звідси титул легата Августа) сенатору рангу претора (колишнього претора) або консула (колишнього консула). Для колишнього претора це найвища функція в преторській навчальній програмі до вступу у консули. Маючи функції пропретора, легат Августа утримує імперію, що дає йому честь супроводжуватись п'ятьма лікторами і називався «quinquefascalis», це на одного менше, ніж шість для проконсула, який має вищий ранг.
Посада призначалась на невизначений термін за бажанням імператора, як правило, не більше ніж на 3 роки, але деякі імператори залишали легата на посаді довше. Ці управителі  керували провінціями, де знаходилися війська і були безпосередньо залежні від імператора. Проте провінцією Єгипет імператори призначали правити лише представників вершницького стану — префекта Єгипту, хоча у ній була армія. Деякі невеликі імперські провінції, де не знаходилися легіони (наприклад, Мавританія, Фракія, Реція, Норік та Юдея) отримували як намісника прокуратора, який командував лише допоміжними частинами. Легат пропретор очолював провінційну адміністрацію, був головним судовим чиновником та головнокомандувачем усіх збройних сил, що базуються в провінції (легіонів, допоміжних підрозділів). Єдиною функцією, що була поза компетенцією легату, були фінанси (збір податків та управління ними); ця функція була покладена на незалежного прокуратора, який підкорявся лише імператору. Стратегічні провінції з двома або трьома легіонами довірялися легату Августа, який був колишнім консулом, отже старшим за кар’єрою й  більш досвідченим. Тоді його легіонами командували легати легіону, призначені імператором. Таким чином у військовій ієрархії безпосередніми підлеглими легата були легати легіону (командири легіонів у провінції), які у свою чергу керували військовими трибунами (старшими офіцерами легіону) та префектами (командувачами) допоміжних частин, прикріплених до легіону.